# Eoendothyranopsis
Eoendothyranopsis es un género de foraminífero bentónico de la subfamilia Endothyrinae, de la familia Endothyridae, de la superfamilia Endothyroidea, del suborden Fusulinina y del orden Fusulinida. Su especie tipo es Parastaffela pressa. Su rango cronoestratigráfico abarca el Viseense inferior (Carbonífero inferior).

## Discusión
Clasificaciones más recientes incluyen Eoendothyranopsis en el suborden Endothyrina, del orden Endothyrida, de la subclase Fusulinana de la clase Fusulinata. Algunas clasificaciones incluyen Eoendothyranopsis en la subfamilia Eoendothyranopsinae de la familia Endothyranopsidae. Otras clasificaciones la incluyen en la subfamilia Globoendothyrinae, de la familia Globoendothyridae.

## Clasificación
Eoendothyranopsis incluye a las siguientes especies:
- Eoendothyranopsis donica †
  - Eoendothyranopsis donica robusta †
  - Eoendothyranopsis donica tumefactus †
- Eoendothyranopsis ermakiensis †
- Eoendothyranopsis huntsvillensis †
- Eoendothyranopsis pressa †
- Eoendothyranopsis transita †

Otra especie considerada en Eoendothyranopsis es:
- Eoendothyranopsis crassiformis †, de posición genérica incierta